# اچ‌ام‌ان‌زداس کیوی (پی۳۵۵۴)
اچ‌ام‌ان‌زداس کیوی (پی۳۵۵۴) (به انگلیسی: HMNZS Kiwi (P3554)) یک کشتی بود که طول آن 27 metres بود.